# 1834 في الولايات المتحدة
فيما يلي قوائم الأحداث التي وقعت خلال عام 1834 في الولايات المتحدة.

## سياسة

### تعيين في المنصب
- 9 يناير – جون ديفيس حاكم ماساتشوستس [الإنجليزية]‏.
- 1 أبريل – جون جيه كريتندن Secretary of State of Kentucky [الإنجليزية]‏.
- 2 يونيو – جون بيل الناطق باسم مجلس النواب الأمريكي.
- 1 يوليو – جون فورسيث وزير الخارجية الأمريكي.
- 1 يوليو – ليفي وودبري وزير الخزانة الأمريكي.
- 17 نوفمبر – وليام لي د. يوينغ حاكم إلينوي [الإنجليزية]‏.
- 3 ديسمبر – جوزيف دنكان حاكم إلينوي [الإنجليزية]‏.

### انتهاء فترة المنصب
- 1 يناير – جدعون لي عمدة مدينة نيويورك.
- 1 يناير – صموئيل اي .سميث حاكم مين [الإنجليزية]‏.
- 9 يناير – ليفي لينكولن، الابن حاكم ماساتشوستس [الإنجليزية]‏.
- 31 مارس – جون فلويد حاكم فرجينيا [الإنجليزية]‏.
- 7 مايو – هنري و . ادواردز حاكم كونيتيكت  [لغات أخرى]‏.
- 25 يونيو – روجر بروك تاني وزير الخزانة الأمريكي.
- 30 يونيو – روفوس تشوت عضو مجلس النواب الأمريكي.
- 30 يونيو – لويس ماكلين وزير الخارجية الأمريكي.
- 30 يونيو – ليفي وودبري الأمين العام.
- 17 نوفمبر – جون رينولدز حاكم إلينوي [الإنجليزية]‏.
- 3 ديسمبر – وليام لي د. يوينغ حاكم إلينوي [الإنجليزية]‏.

## مواليد

### يناير
- 20 يناير – لافاييت فونك سياسي أمريكي.

### مارس
- 24 مارس – جون ويسلي باول
- 29 مارس – هنري أم. ماثيوز سياسي أمريكي.

### يونيو
- 26 يونيو – جون ألكسندر أندرسون سياسي أمريكي.

### يوليو
- 11 يوليو – جيمس مكنيل ويسلر

### أغسطس
- 10 أغسطس – هوريس وايت
- 22 أغسطس – صموئيل لانغلي بيربونت

### سبتمبر
- 9 سبتمبر – كلارا هاريس

### نوفمبر
- 21 نوفمبر – هيتى جرين أبخل امرأة في العالم.

### ديسمبر
- 15 ديسمبر – تشارلز أوغسطس يونج عالم فلك أمريكي.

## وفيات

### فبراير
- 18 فبراير – وليام ويرت (مواليد 1772) سياسي أمريكي.

### يونيو
- 2 يونيو – إدوارد لويد (مواليد 1779) سياسي أمريكي.
- 10 يونيو – جوزيف درابر (مواليد 1794) سياسي أمريكي.

### أغسطس
- 4 أغسطس – ويليام جونسون (مواليد 1771) قاضي من الولايات المتحدة الأمريكية.
- 5 أغسطس – جورج جيبس (مواليد 1777)

### سبتمبر
- 15 سبتمبر – ويليام ه كراوفورد (مواليد 1772) سياسي أمريكي.

### أكتوبر
- 10 أكتوبر – توماس ساي (مواليد 1787)